# Abebe Fekadu
Abebe Fekadu (nascido em 20 de abril de 1970) é um halterofilista paralímpico australiano nascido na Etiópia.

## Vida pessoal
A junta militar etíope executou o pai de Fekadu por volta de 1977 quando este tinha apenas oito anos. Em resposta pela morte do pai, ele se juntou ao movimento secreto antigoverno e pró-democracia na Etiópia. Ficou paraplégico devido ao acidente de carro enquanto tentava evitar a prisão durante uma perseguição policial, em 1997, perto de Gondar. Inicialmente, ele foi tratado por um médico local  e logo deixou a Etiópia para seguir tratamento na Itália, onde mora o irmão. Ao permanecer por dois anos na Itália, ele se mudou para a Austrália, onde mora a irmã. A princípio, Fekadu estava refugiado e foi detido pelo governo australiano. Em 2007, Fekadu passou a ser cidadão australiano e reside em Queenslândia desde 2012.

## Halterofilismo
Fekadu começou a praticar halterofilismo em 2002 após conhecer o Ramon Epstein. Sua primeira competição de levantar peso era de 97 quilogramas.
Em 2004, já naturalizado australiano, Fekadu foi campeão nacional ao vencer a competição até 56 quilos e continuou a deter o título em 2005, 2006 e 2007. Em 2007, disputou a Copa Asiática de Halterofilismo Paralímpico em Kuala Lumpur, onde obteve a medalha de prata. Naquele ano, representou a Austrália nos Jogos de Arafura, conquistando a medalha de ouro ao levantar 157 quilos. Disputou a categoria até 56 quilos nos Jogos Paralímpicos de 2008 em Pequim e ficou com a décima colocação. Sua melhor marca pessoal era de 160 quilos durante os Jogos. Integrantes da delegação paralímpica etíope o conheceram e apertaram a mão no refeitório dos Jogos Paralímpicos durante os Jogos de 2008.
Foi selecionado pra representar a Austrália nos Jogos Paralímpicos de Verão de 2012 em Londres, na competição até 56 kg, e terminou a participação sem conquistar medalhas.